# Shark 24
Die Shark 24 (eigene Schreibweise: Shark24) ist eine Yacht mit 7,31 m Länge über alles und 953 kg Verdrängung. Sie wurde von dem nach Kanada ausgewanderten österreichischen Konstrukteur Georg Hinterhöller etwa 1956 konstruiert, als Prototyp mit dem Namen Teeter-Totter gebaut, ging 1959 nach leichten Modifikationen als Shark 24 in Serienproduktion und wurde bis 2019  mehr als 2.000 mal hergestellt.

## Technische Daten
1959 ging die Shark als eines der ersten Boote in die GFK-Serienfertigung. Mangels Erfahrung im GFK-Handauflegeverfahren wurden diese Sharks mit deutlich zu starkem Laminat gebaut. Die Internationale Shark-Klassenvereinigung schreibt vor, dass alle neueren Boote ebenfalls mit diesem sehr starken Laminat gebaut werden müssen, damit Sharks beliebigen Alters gleichberechtigt gegeneinander antreten können.
Im Juli 2000 wurde der Shark 24 durch die damalige International Sailing Federation der Status einer Classic Yacht zuerkannt, wodurch die Austragung offizieller Weltmeisterschaften ermöglicht wurde.
- Rumpfgeschwindigkeit 6,2 kn
- Höhe auf Trailer / Kiel 2,60 m
- Höhe auf Trailer / Kielschwert 2,25 m

## Charakteristik

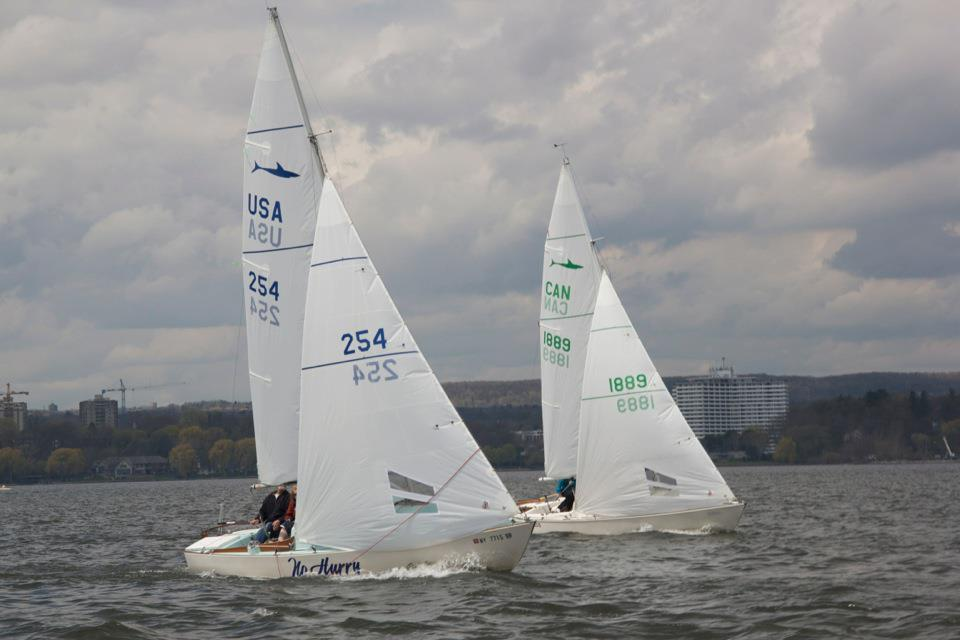
Shark24

Die Shark 24 zeichnet sich sowohl durch ihre große Robustheit als auch durch ihre guten Allroundeigenschaften aus. Die große Verbreitung und die Existenz vieler Flotten machen die Shark 24 als Regatta-Yacht geeignet. 1987 wurde der Yardstickwert gesenkt. Er beträgt 113 für die Fest-, 115 für die Kielschwertversion (Stand 2021).
Ihr gutes Platzangebot, die Trailerbarkeit und die gute Stabilität auch bei schwerem Wetter machen sie zu einem sehr beliebten Fahrtenboot. Mit Shark 24 wurden bereits der Atlantik (auch auf der schwierigeren Route von West nach Ost) und der Pazifik überquert.